# Jókai Mór Gimnázium, Szakképző Iskola és Kollégium

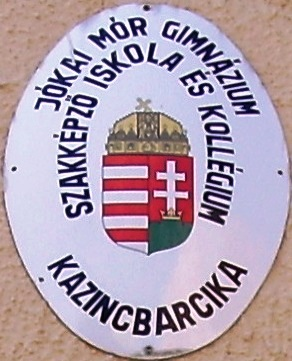
A Jókai Mór Gimnázium, Szakképző Iskola és Kollégium állami címere

A Jókai Mór Gimnázium, Szakképző Iskola és Kollégium Borsod-Abaúj-Zemplén megyében, Kazincbarcikán működött. Az iskola humán irányultságú oktatást nyújtott a város és a térség fiataljai számára 1976 óta. Az intézményt a Borsod-Abaúj-Zemplén Megyei Önkormányzat takarékossági okokra hivatkozva 2011-ben bezáratta.

## Az iskola története
A Jókai Mór Gimnázium, Szakképző Iskola és Kollégium 1976-ban indította útjára első osztályait, akkor még Egészségügyi és Óvónői Szakközépiskola néven. Kezdetben csak egészségügyi valamint óvónői képzés folyt az iskolában, de a ’70-es évek végéig helyt adott a Pesti Barnabás Élelmiszeripari Szakközépiskola kihelyezett sütőipari tagozatának, valamint 1986-ig ruhaipari szakképzés is működött itt esti és levelező tagozaton.
Az 1993/1994-es tanévben óvónői szakképesítés helyett pedagógiai szak indult el, ugyanis rendeletben szabályozták, hogy az óvónő képesítés csak főiskolai szinten folyhat. Az egészségügyi képzés tovább folytatódott és 1989-től megjelent a közművelődés szak is.
Az iskolához tartozó kollégium kezdetben önállóan működött, de 1981-től közös igazgatás alá került a két intézmény.
Az intézmény a képzési rendszer változásai miatt 2005. január 1-jétől a Jókai Mór Gimnázium, Szakképző Iskola és Kollégium nevet viselte.
A 35 éves fennállása alatt több ezer diákot kiszolgáló és otthont adó intézményt a központi összevonások, átszervezések következtében (éreztetve az iskola és vezetőségének politikai hovatartozását) a Borsod-Abaúj-Zemplén Megyei Önkormányzat 2011-ben bezáratta, ezzel megszűnt az egyetlen, egészségügyi oktatást nyújtó középiskola Kazincbarcikán.
Az épület, bezárása óta üresen, elhagyatottan, megrongáltan áll. A bútorok, felszerelések menthető részét a város iskoláiban szórták szét a szinte egyik napról a másikra munka nélkül maradt pedagógusokkal együtt.

## A képzési rendszer

### Egészségügyi szak
Az iskola egészségügyi gyakorló termeiben végzett alapozó gyakorlatok révén az egészségügyi szakon tanuló diákok olyan kommunikációs készségeket, szomatikus, szociális és egészségügyi gondozási műveleteket sajátíthattak el, amelyeket az egészségügyi pályákon hasznosíthatnak. A szakmai alapismeretek keretén belül megismerhették az ember életkori sajátosságait, az ezek hátterében húzódó pszichológiai folyamatokat. Megtanulhatták a csecsemőápolást, gyakorolhatták az elsősegélynyújtás és az életmentés alapfogásait.
Ezekkel az alapokkal a tanulók különböző orvosi egyetemekre, egészségügyi főiskolákra jelentkezhettek. A sikeresen érettségizett, de felsőoktatásba nem jelentkezett tanulóknak az alábbi Országos képzési jegyzék szerinti szakképesítés megszerzését kínálta az iskola:
- ápoló (3 év)

Az ápoló szakképesítést megszerző személy alkalmazható az egészségügyi ellátás bármely területén, a szociális és az ápolási ellátás intézményeiben. A 3 éves képzés során a hallgatók elsajátítják mindazon elméleti és gyakorlati ismeretet és készséget, magatartásformát, amelyek képessé teszik őket, hogy nagyfokú felelősség- és hivatástudattal tudják majd ellátni az ápolói feladatokat. Az emelt szintű ápoló szakképzettség megszerzését több elméleti és gyakorlati jellegű tantárgy segíti, például: anatómia-élettan, belgyógyászat, sebészet, gyógyszertan, ápoláselmélet, egészséggondozás, pszichológia, pszichiátria, önismeret és kommunikációs készségfejlesztés, orvosi latin, ápolás- és klinikai (kórházi) gyakorlat.
- kisgyermekgondozó, -nevelő (2 év)

Az emelt szintű képzés után a végzett szakember megszervezheti és végezheti a gyermek életkorának, állapotának megfelelő nap tevékenységeket; közreműködhet a gyermek számára otthont nyújtó intézmény nevelési/gondozási programjában; munkájához kapcsolódó dokumentációs feladatot láthat el; közreműködhet a gyermekek befogadásával kapcsolatos feladatok ellátásában; részt vehet a gyermek önálló életvitelre való felkészítésében.

### Közművelődési szak
Célja, olyan közművelődési ismeretekkel rendelkező szakemberek képzése, akik sikeres érettségi vizsga után művelődési otthonokban, könyvtárakban, iskolákban, kulturális intézmények valamelyikében alkalmassá válnak programszervezői feladatok ellátására. A gyakorlati foglalkozások keretében megismerkednek a közművelődés intézményeivel, ismeretterjesztő előadásokat, vetélkedőket tartanak, kiállításokat, játszóházi foglalkozásokat szerveznek.
A szakmai informatika eredményeként a tanulók képessé válnak dokumentumok önálló tervezésére és megszerkesztésére, valamint az Interneten közhasznú információs forrásokban való tájékozódásra, a forrásfelhasználás szabályainak alkalmazására. A kézműves gyakorlat keretében a papírral, textillel, bőrrel, szárazvirággal, szálas anyagokkal való tevékenység és a varrás, hímzés, szövés, csomózás alapműveleteit ismerik meg a tanulók szakemberek irányításával a kazincbarcikai Gyermekek Házában. Felkészíti őket a szakirányú továbbtanulásra, elsősorban a főiskolák és egyetemek kommunikációs, művelődésszervezői, illetve művelődési menedzser szakára. Megismerteti a tanulókkal a közművelődésben alkalmazott módszereket, szervezeti formákat és kereteket. Amennyiben a tanulók nem felsőfokon szeretnének további tanulmányokat folytatni, helyben is van lehetőség szakképzettség megszerzésére, gyermek- és ifjúsági felügyelő és közművelődési szakember szakokon.

### Pedagógia szak
Ez a szak egy nyelvi-informatikai előkészítő évvel ("nulladik évfolyam") indul, mely keretében a tanulók heti 12 óra angol nyelvű oktatásban és heti 4 óra informatikai képzésben részesülnek. Az ezt követő négy év általános érettségit adó tantervű. Az utolsó két évben azonban szakmai elméleti tantárgyakat, pedagógiai, valamint a pszichológiai alapismeretek tanulhatnak az iskola diákjai. Ugyancsak ebben az időszakban heti 2 órában a tanulók szakmai gyakorlaton vesznek részt óvodában, ahol fejleszthetik kommunikációs képességeiket.

### Általános tantervű gimnázium
Azoknak a tanulóknak ajánlott a gimnáziumi osztályba való jelentkezés, akik úgy érzik, hogy a középiskola után a felsőoktatásban szeretnék tanulmányaikat folytatni. Felkészíti őket az emelt szintű érettségire, a fakultációs órák jó esélyt biztosítanak a tetszőleges irányú felvételihez. Az idegen nyelvi oktatás angol és német nyelven, az informatika oktatása heti 2 órában, csoportbontásban történik.

## Szabadidős foglalkozások, hagyományok
Az iskola könyvtárral rendelkezik, így a diákok a tanulmányaikhoz szükséges könyveket könnyen megtalálhatják az intézményen belül. De természetesen a tanulás mellett kikapcsolódásra is van lehetőség. A tornateremhez kondicionálóterem tartozik, amelyet az órák után a diákok szabadon használhatnak. Külön sportfoglalkozásokra is van lehetőség – foci, kosárlabda, RSG – az iskola tanulói eredményesen indulnak különböző városi, megyei vagy országos versenyeken.
Ősszel kerülnek megrendezésre a városi diáknapok. Ebben az iskola is részt vesz, a városi vetélkedőkre csapatokat küld és természetesen házi versenyeket, bemutatókat is tart. Ekkor kerül sorra az első évfolyamok bemutatkozója és beavatása is, melyek során játékos feladatokat oldanak meg.
A diákok rendszeresen készülnek ünnepi műsorokkal, október 23-án, és március 15-én is, de a karácsony sem marad ki. A március 15-i ünnepséggel összekapcsolódva tartja meg az iskola névadójának ünnepét is, a Jókai-napokat, mely általában egy kétnapos rendezvény. Házi versenyeket rendeznek,  több tantárgyból (például: informatika felhasználói, magyar nyelv, német és angol nyelvi fordítói verseny, országismereti vetélkedő német és angol nyelvből, fizika csapatverseny, biológia és földrajz verseny). Emellett sportvetélkedőkön és egyéb bemutatókon is részt vehetnek a tanulók.
Ekkor kerül megrendezésre a Magyar vagyok... egész éves csapatverseny döntője is. Minden évben megmérkőzik egymással Kazincbarcika összes középiskolájának egy-egy csapata egy művelődéstörténeti vetélkedőben, mely mindig igen magas színvonalú.

## Kollégium
Az iskolához tartozó kollégiumban elsődlegesen az iskola vidéki leánytanulóit helyezik el, valamint az üres helyekre befogadják a város más középiskoláiban tanuló lánydiákokat is. Az iskolával egy folyosó köti össze, így a tanórák látogatása, az iskolaorvos elérése vagy a torna- és konditerem, könyvtár megközelítése egyszerű.
A szobák 4 ágyasak, két kétajtós beépített szekrény és egy falra szerelt mosdókagyló tükörrel választja ketté a szobát. A folyosón találhatók szintenként közös felújított zuhanyzók. Teakonyha és mosókonyha is rendelkezésükre áll a diákoknak.
Lehetőség van tanulószobai, illetve önálló tanulásra is. Szabadidős tevékenységekre is lehetőség van, használható egy külön kollégisták számára fenntartott internet-labor is. Szerveznek mozi, illetve színházlátogatásokat a bentlakók számára.

## Az iskola elérhetőségei
- 3700 Kazincbarcika, Herbolyai út 1.